# Sven Silow

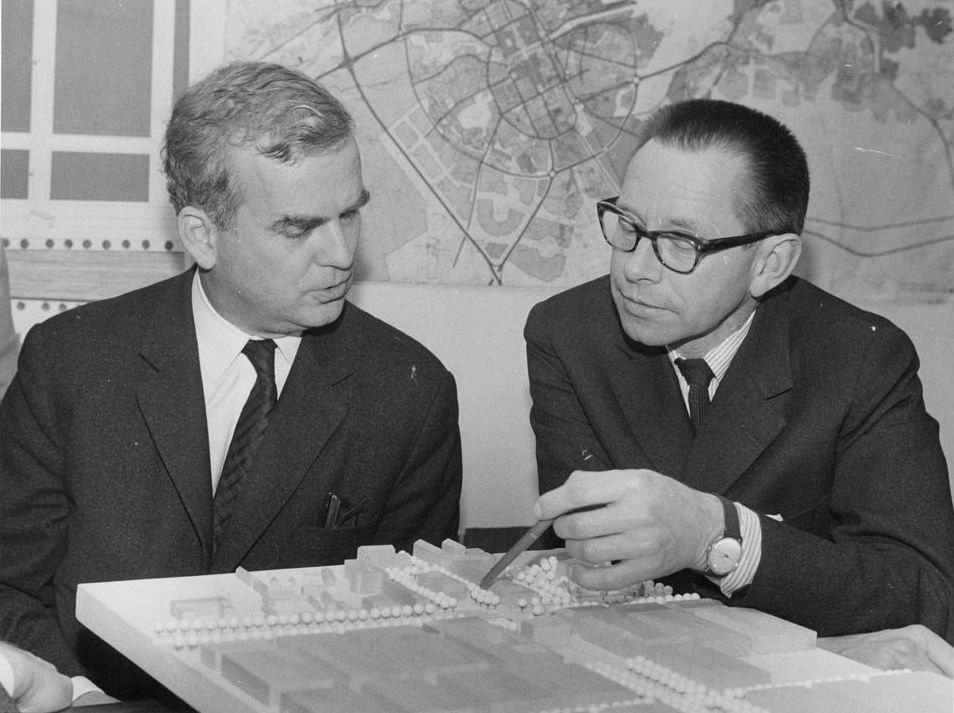
Torbjörn Olsson och Sven Silow (till höger) vid en modell av det nya Slottstorget i Gävle (1965).

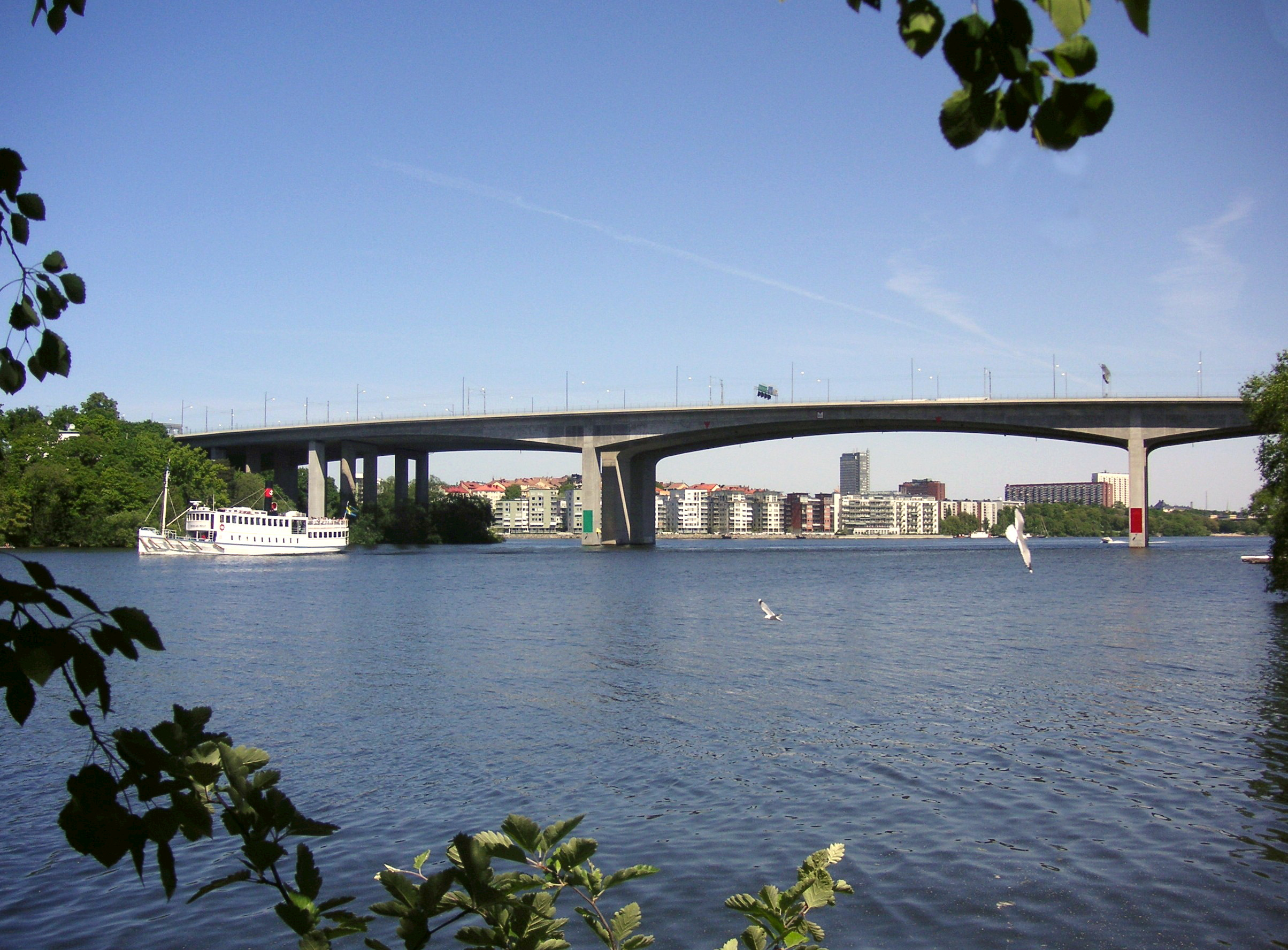
Gröndalsbron i Stockholm.

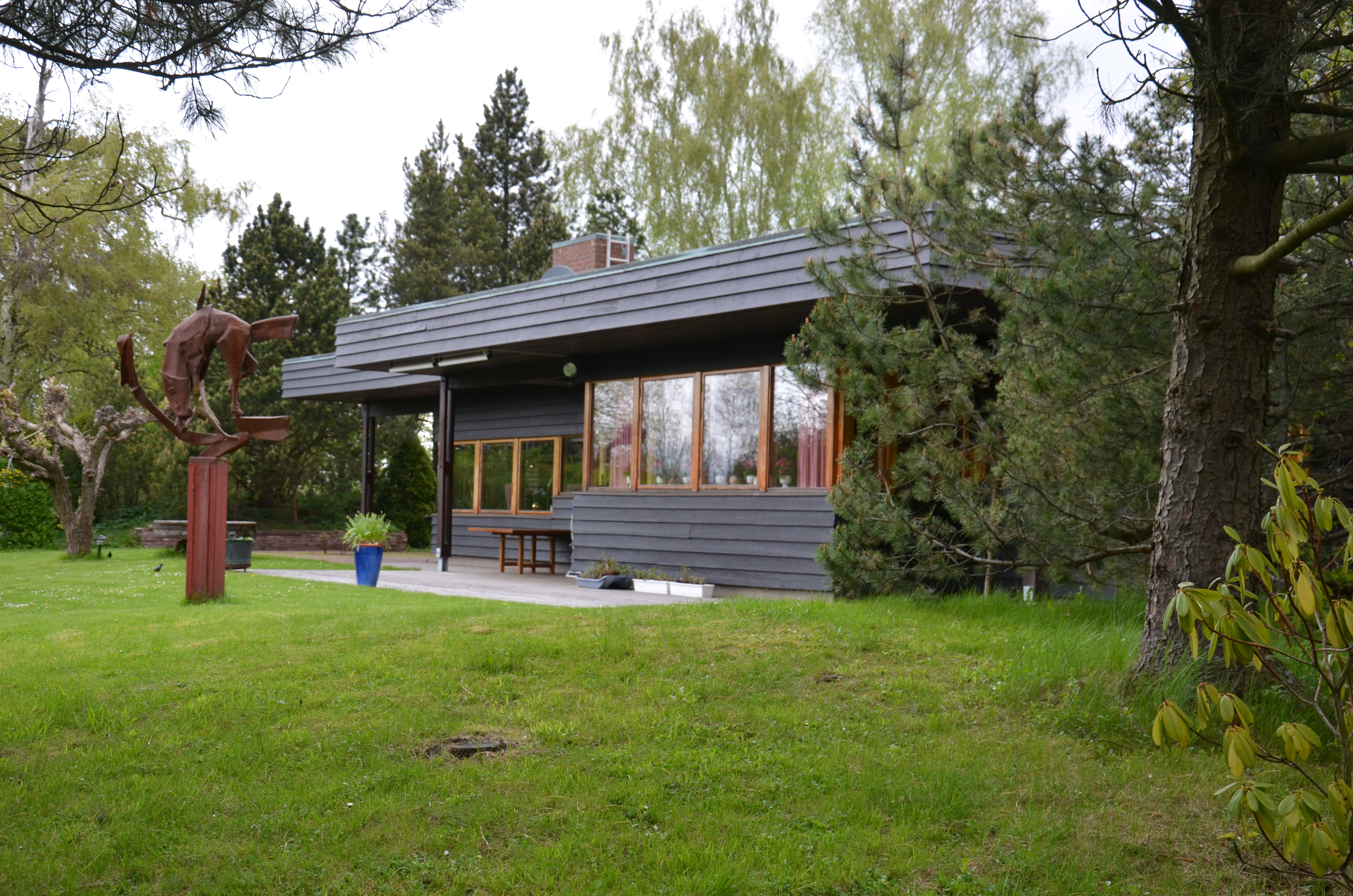
Nordengatan 19 i Norrköping, 1964.

Sven Henrik Silow, född 2 april 1918 i Falun, död 27 april 2001 i Stockholm, var en svensk arkitekt, son till Alvar Silow.

## Biografi
Silow blev filosofie kandidat vid Uppsala universitet 1944 och tog examen vid Kungliga Tekniska högskolan i Stockholm. Åren 1948–1950 var han anställd på KF:s arkitektkontor.
Silow arbetade huvudsakligen tillsammans med Magnus Ahlgren och Torbjörn Olsson under namnet AOS arkitektkontor, som grundades 1950. Tillsammans utförde de en mängd uppdrag, däribland ombyggnaden av Rosenbad i Stockholm till regeringskansli i mitten av 1950-talet samt ombyggnaden 1975–1983 av Riksbankshuset för den nya enkammarriksdagen. Innanför ingången till Rosenbad är Silows namn inristat i en pelare.
Från 1947 var Silow periodvis lärare vid arkitektutbildningen på KTH, Kungliga Tekniska Högskolan i Stockholm, och 1964–1981 var han där professor i arkitektur. Han var också gästprofessor på Princeton University, USA, 1962–1965. 
Silow var slottsarkitekt för Stockholms slott och Drottningholms slott 1982–1989. Sven Silow var även ansvarig för den omfattande restaureringen av Landskrona slott som påbörjades 1971. Han invaldes 1978 som ledamot av Ingenjörsvetenskapsakademien. Silow finns representerad vid Nationalmuseum

## Arbeten i urval
- Fabriksbyggnad för AB Tetra Pak, Lund, 1957
- Lidköpings stadsbibliotek, 1959
- Stadsplan för Nybohov, Stockholm, 1961
- Tjänstemannavillor på Stenviksvägen, Oxelösund, 1962
- Sparbankernas bank, Hornsgatan 5-7, Stockholm, 1962
- En av huvudarkitekterna på H55-utställningen, Helsingborg, 1955
- Flera tunnelbanestationer i Stockholm (Bredäng, Skärholmen, Vällingby)
- Nya Lidingöbron och andra trafikbyggnader i Stockholm
- Telefoner för LM Ericsson (bland annat formgivning av telefonen Dialog[6])
- Essingeledens broar, Stockholm, 1963–1966
- Utbyggnadsplan för statliga förvaltningar på Nedre Norrmalm, Stockholm
- Restaurering av Riddarholmskyrkans spira, Stockholm, 1968–1971
- Hotell Sheraton, Tegelbacken 6, Stockholm, 1969–1971
- Restaurering av Landskrona citadell, 1971–1975[7][8]
- Medeltidsmuseet, Stockholm, 1983
- Om- och tillbyggnad av Zornmuseet, Mora